# Liste der Stolpersteine in Schleiden
Die Liste der Stolpersteine in Schleiden enthält alle Stolpersteine, die im Rahmen des gleichnamigen Projekts von Gunter Demnig in Schleiden verlegt wurden. Mit ihnen soll an Opfer des Nationalsozialismus erinnert werden, die in Schleiden lebten und wirkten.

## Verlegte Stolpersteine
| Bild                                   | Person, Inschrift | Adresse, Stadtteil                         | Verlegedatum | weitere Informationen |
| -------------------------------------- | --- | ------------------------------------------ | ------------ | --------------------- |
| Stolperstein für Alfred Meyer          | Hier wohnte Alfred Meyer Jg. 1923 Kindertransport 1939 England                                                         | Aachener Straße 17, Schleiden · Gemünd ·   | 3. Juni 2014 |                       |
| Stolperstein für Henriette Meyer       | Hier wohnte Henriette Meyer Jg. 1898 deportiert 1942 ermordet in Auschwitz                                             | Aachener Straße 17, Schleiden · Gemünd ·   | 3. Juni 2014 |                       |
| Stolperstein für Leopold Meyer         | Hier wohnte Leopold Meyer Jg. 1888 deportiert 1942 ermordet in Auschwitz                                               | Aachener Straße 17, Schleiden · Gemünd ·   | 3. Juni 2014 |                       |
| Stolperstein für Ruth Meyer            | Hier wohnte Ruth Meyer Jg. 1921 Kindertransport 1939 England                                                           | Aachener Straße 17, Schleiden · Gemünd ·   | 3. Juni 2014 |                       |
| Stolperstein für Leo Kaufmann          | Hier wohnte Leo Kaufmann Jg. 1942 interniert Westerbork deportiert 1942 Auschwitz ermordet 17.7.1942                   | Dreiborner Straße 21, Schleiden · Gemünd · | 1. Juli 2013 |                       |
| Stolperstein für Regina Kaufmann-Blitz | Regina Kaufmann-Blitz Jg. 1918 interniert Westerbork deportiert 1942 Auschwitz ermordet 17.7.1942                      | Dreiborner Straße 21, Schleiden · Gemünd · | 1. Juli 2013 |                       |
| Stolperstein für Richard Kaufmann      | Hier wohnte Richard Kaufmann Jg. 1902 Flucht Holland interniert Westerbork deportiert 1942 Auschwitz ermordet 6.8.1942 | Dreiborner Straße 21, Schleiden · Gemünd · | 1. Juli 2013 |                       |
| Stolperstein für Isidor Meier          | Hier wohnte Isidor Meier Jg. 1894 deportiert 1942 Theresienstadt 1943 Auschwitz ermordet                               | Dreiborner Straße 25, Schleiden · Gemünd · | 1. Juli 2013 |                       |
| Stolperstein für Kurt Meier            | Hier wohnte Kurt Meier Jg. 1929 deportiert 1942 Theresienstadt 1943 Auschwitz ermordet                                 | Dreiborner Straße 25, Schleiden · Gemünd · | 1. Juli 2013 |                       |
| Stolperstein für Wilhelmina Meier      | Hier wohnte Wilhelmina Meier Jg. 1902 deportiert 1942 Theresienstadt 1943 Auschwitz ermordet                           | Dreiborner Straße 25, Schleiden · Gemünd · | 1. Juli 2013 |                       |
| Stolperstein für Markus Zack           | Hier wohnte Markus Zack Jg. 1878 deportiert 1941 Lodz ermordet 3.5.1942 Chelmno                                        | Dreiborner Straße 31, Schleiden · Gemünd · | 1. Juli 2013 |                       |
| Stolperstein für Amalie Zack           | Hier wohnte Amalie Zack Jg. 1891 deportiert 1941 Lodz ermordet 3.5.1942 Chelmno                                        | Dreiborner Straße 31, Schleiden · Gemünd · | 1. Juli 2013 |                       |
| Stolperstein für Georg Zack            | Hier wohnte Georg Zack Jg. 1893 deportiert 1942 Theresienstadt 1943 Auschwiz ermordet                                  | Dreiborner Straße 31, Schleiden · Gemünd · | 1. Juli 2013 |                       |
| Stolperstein für Albert Wolff          | Hier wohnte Albert Wolff Jg. 1889 deportiert 1942 Theresienstadt ermordet in Auschwitz                                 | Dreiborner Straße 38, Schleiden · Gemünd · | 1. Juli 2013 |                       |
| Stolperstein für Henriette Wolff       | Hier wohnte Henriette Wolff Jg. 1887 deportiert 1942 Theresienstadt ermordet in Auschwitz                              | Dreiborner Straße 38, Schleiden · Gemünd · | 1. Juli 2013 |                       |
| Stolperstein für Erich Hammerschmidt   | Hier wohnte Erich Hammerschmidt Jg. 1900 deportiert 1941 Riga ermordet                                                 | Schleidener Straße 1, Schleiden · Gemünd · | 3. Juni 2014 |                       |
| Stolperstein für Erich Herz            | Hier wohnte Erich Herz Jg. 1924 Flucht USA                                                                             | Schleidener Straße 1, Schleiden · Gemünd · | 3. Juni 2014 |                       |
| Stolperstein für Funny Herz            | Hier wohnte Funny Herz Jg. 1859 deportiert 1942 Theresienstadt ermordet 30. 6. 1942                                    | Schleidener Straße 1, Schleiden · Gemünd · | 3. Juni 2014 |                       |
| Stolperstein für Helene Hammerschmidt  | Hier wohnte Helene Hammerschmidt Jg. 1893 deportiert 1941 Riga ermordet                                                | Schleidener Straße 1, Schleiden · Gemünd · | 3. Juni 2014 |                       |
| Stolperstein für Julia Herz            | Hier wohnte Julia Herz Jg. 1897 Flucht 1937 Belgien mit Hilfe befreit/überlebt                                         | Schleidener Straße 1, Schleiden · Gemünd · | 3. Juni 2014 |                       |